# Maurice Goguel
Maurice Goguel, född 1880 i Paris, död 1955 i Paris, var en fransk teolog.
Goguel blev professor i Nya Testamentets exegetik vid den protestantiska teologiska fakulteten i Paris 1906 och professor i exegetik vid École des hautes études 1927. 
Goguel utgav bland annat Introduction au Nouveau Testament (4 band, 1922-26), Jésus de Nazareth. Mythe ou histoire? (1925) samt tillsammans med Henri Monnier Le Nouveau Testament. Traduction nouvelle... (1929).